# Okręg Călărași
Călărași – okręg (județ) w południowej Rumunii (Wołoszczyzna), ze stolicą w mieście Călărași. W 2011 roku liczył 306 691 mieszkańców. Okręg ma powierzchnię 5088 km², zaś gęstość zaludnienia w 2000 roku wynosiła 65 os./km². W okręgu żyje liczna się populacja (ok. 7,5%) osób narodowości romskiej.

## Struktura narodowościowa
Według spisu ludności z roku 2011 okręg Călărași zamieszkiwały następujące narodowości:
- Rumuni - 84,6%
- Romowie - 7,48%
- Turcy - 0,167%
- Węgrzy - 0,023%
- Macedończycy - 0,010%
- Włosi - 0,006%
- Ormianie - 0,006%
- Rosjanie - 0,006%
- Niemcy - 0,004%
- Bułgarzy - 0,004%

## Miasta
- Budești
- Călărași
- Fundulea
- Lehliu Gară
- Oltenița

## Gminy
- Alexandru Odobescu
- Belciugatele
- Borcea
- Căscioarele
- Chirnogi
- Chiselet
- Ciocănești
- Crivăț
- Curcani
- Cuza Vodă
- Dichiseni
- Dor Mărunt
- Dorobanțu
- Dragalina
- Dragoș Vodă
- Frăsinet
- Frumușani
- Fundeni
- Gălbinași
- Grădiștea
- Gurbănești
- Ileana
- Independența
- Jegălia
- Lehliu
- Luica
- Lupșanu
- Mânăstirea
- Mitreni
- Modelu
- Nana
- Nicolae Bălcescu
- Perișoru
- Plătărești
- Radovanu
- Roseți
- Sărulești
- Sohatu
- Spanțov
- Șoldanu
- Ștefan cel Mare
- Ștefan Vodă
- Tămădău Mare
- Ulmeni
- Ulmu
- Unirea
- Valea Argovei
- Vasilați
- Vâlcelele
- Vlad Țepeș